# Naturschutzgebiet Niederwaldrelikt Kehl
Das Naturschutzgebiet Niederwaldrelikt Kehl mit 9,2 ha Flächengröße liegt südlich von Hellefeld im Stadtgebiet von Sundern und im Hochsauerlandkreis. Das Gebiet wurde 2019 mit dem Landschaftsplan Sundern durch den Kreistag des Hochsauerlandkreises als Naturschutzgebiet (NSG) ausgewiesen. Vorher war das Gebiet ab 1993 Teil vom Landschaftsschutzgebiet Sundern. Das NSG ist von Landschaftsschutzgebieten umgeben. Im Norden, Westen und Süden liegen Grünlandflächen und im Osten Fichtenwald.

## Beschreibung
Beim NSG handelt es sich um einen aus Niederwaldnutzung hervorgegangene Eichen-Mischwald mit eingestreuten Buchen, Ebereschen und Birken. Der Wald stockt in südwestlicher bis südlicher Exposition in relativ steiler Hanglage des Kehl-Bergrückens. Der Wald zeigt eine überwiegend dichte, zwergstrauch- und farnreiche Krautschicht.
Der Landschaftsplan führt zu den Naturschutzgebieten mit Niederwald im Stadtgebiet Sundern aus: „Im Plangebiet liegen noch zahlreiche, zumeist gut ausgeprägte Niederwaldflächen. Sie stellen als Relikte einer historischen Waldbewirtschaftungsform Zeugnisse der Kulturlandschaft dieses Gebietes dar. Bei Wiederaufnahme und Fortführung der niederwaldtypischen Bewirtschaftungsform nimmt die vorliegende Fläche innerhalb eines Niederwald-Verbundsystems eine besondere Stellung ein.“

## Schutzzweck
Laut Landschaftsplan erfolgte die Ausweisung:
- „Schutz eines wertvollen Wald(bewirtschaftungs)typs, aus faunistischer, vegetationskundlicher und kulturhistorischer Sicht;“
- „Erhaltung und Optimierung eines artenreichen Niederwaldgebietes durch eine dem Waldtyp angepasste Bewirtschaftung.“
- „Das NSG dient auch der nachhaltigen Sicherung von Vorkommen seltener Tier- und Pflanzenarten.“[1]

## Entwicklungsmaßnahme
Im Landschaftsplan wurde als zusätzliche Entwicklungsmaßnahme festgeschrieben:
„Zur Erhaltung der traditionellen Waldbewirtschaftungsweise ist die niederwaldartige Nutzung auf der Fläche im Rahmen vertraglicher Regelungen fortzuführen bzw. wieder aufzunehmen (§ 26 LG).“